# Johann Ernst Fabri
Johann Ernst Fabri (16 de julio de 1755 - 30 de mayo de 1825) fue un geógrafo y estadístico alemán.

## Biografía
Johann Ernst Fabri nació en la Oleśnica, Silesia, en 1776. Comenzó sus estudios en teología en la Universidad de Halle, pero pronto su interés giró hacia la Geografía y la Historia. Más tarde, trabajó como profesor asociado en la Universidad de Gotinga, donde fue influenciado por distinguidos académicos como Johann Christoph Gatterer, August Ludwig von Schlözer o Johann Friedrich Blumenbach.
En 1786, se trasladó a Jena como profesor asociado de Geografía y Estadística y, en 1794, se convirtió en profesor de la Universidad de Erlangen-Núremberg. Durante gran parte de su carrera, Fabri no recibió sueldo fijo por su trabajo. Solo en 1815 comenzó a recibir un estipendio fijo. Murió en Erlangen en 1825.

## Publicaciones
- Elementargeographie (Elementary geography), Halle 1780–90, 4 volúmenes.
- Handbuch der neuesten Geographie für Akademien und Gymnasien (Textbook of the latest geography for academics and gymnasium), Halle 1784–85.
- Verzeichniss von aeltern und neuern Land- und Reisebeschreibungen, 1784 (con Gottlieb Heinrich Stuck).
- Abriß der Geographie für Schulen, 1785.
- Geographisches Magazin (Geographic magazine), Dessau and Leipzig 1783–1785, 4 volúmenes.
- Neues geographisches Magazin (New geographic magazine), 1785-1787.
- Geographie für alle Stände (Geography for all status groups), 1786-1808, 5 volúmenes.
- Magazin für die Geographie (Magazine for geography), Núremberg 1797, 3 volúmenes.
- Abriß der natürlichen Erdkunde (Tratado de Geografía física), 1800.
- Encyklopädie der historischen Hauptwissenschaften und Hülfsdoctrinen (Encyclopedia of historical sciences and their auxiliary doctrines), 1808.